# Ted Fauss
Ted Fauss (né le 30 juin 1961 à Clinton, dans l'État de New York aux États-Unis) est un joueur professionnel américain de hockey sur glace.

## Carrière en club
En 1979, il commence sa carrière avec les Golden Knights de Clarkson dans la ECAC. Il passe professionnel avec les Voyageurs de la Nouvelle-Écosse dans la Ligue américaine de hockey en 1982.

## Statistiques
| Saison     | Équipe                          | Ligue      |    | Saison régulière | Saison régulière | Saison régulière | Saison régulière | Saison régulière |   | Séries éliminatoires | Séries éliminatoires | Séries éliminatoires | Séries éliminatoires | Séries éliminatoires |
| Saison     | Équipe                          | Ligue      | PJ | B                | A                | Pts              | Pun              | PJ               | B | A                    | Pts                  | Pun                  |                      |                      |
| 1979-1980  | 67's d'Ottawa                   | AHO        | -  | -                | -                | -                | -                | 1                | 0 | 0                    | 0                    | 0                    |                      |                      |
| 1979-1980  | Golden Knights de Clarkson      | ECAC       | 34 | 2                | 4                | 6                | 36               | -                | - | -                    | -                    | -                    |                      |                      |
| 1980-1981  | Golden Knights de Clarkson      | ECAC       | 37 | 0                | 5                | 5                | 56               | -                | - | -                    | -                    | -                    |                      |                      |
| 1981-1982  | Golden Knights de Clarkson      | ECAC       | 35 | 3                | 6                | 9                | 79               | -                | - | -                    | -                    | -                    |                      |                      |
| 1982-1983  | Golden Knights de Clarkson      | ECAC       | 25 | 4                | 6                | 10               | 60               | -                | - | -                    | -                    | -                    |                      |                      |
| 1982-1983  | Voyageurs de la Nouvelle-Écosse | LAH        | 5  | 0                | 1                | 1                | 11               | 7                | 0 | 1                    | 1                    | 6                    |                      |                      |
| 1983-1984  | Voyageurs de la Nouvelle-Écosse | LAH        | 71 | 4                | 11               | 15               | 123              | 7                | 0 | 2                    | 2                    | 28                   |                      |                      |
| 1984-1985  | Canadiens de Sherbrooke         | LAH        | 77 | 1                | 9                | 10               | 62               | 17               | 2 | 2                    | 4                    | 27                   |                      |                      |
| 1986-1987  | Saints de Newmarket             | LAH        | 59 | 0                | 5                | 5                | 81               | -                | - | -                    | -                    | -                    |                      |                      |
| 1986-1987  | Maple Leafs de Toronto          | LNH        | 15 | 0                | 1                | 1                | 11               | -                | - | -                    | -                    | -                    |                      |                      |
| 1987-1988  | Saints de Newmarket             | LAH        | 49 | 0                | 11               | 11               | 86               | -                | - | -                    | -                    | -                    |                      |                      |
| 1987-1988  | Maple Leafs de Toronto          | LNH        | 13 | 0                | 1                | 1                | 4                | -                | - | -                    | -                    | -                    |                      |                      |
| 1988-1989  | Whalers de Binghamton           | LAH        | 53 | 4                | 11               | 15               | 66               | -                | - | -                    | -                    | -                    |                      |                      |
| 1993-1994  | Bulldogs d'Utica                | CoHL       | 20 | 3                | 4                | 7                | 48               | -                | - | -                    | -                    | -                    |                      |                      |
| 1994-1995  | Blizzard d'Utica                | CoHL       | 5  | 1                | 1                | 2                | 8                | -                | - | -                    | -                    | -                    |                      |                      |
| Totaux LNH | Totaux LNH                      | Totaux LNH | 28 | 0                | 2                | 2                | 15               | -                | - | -                    | -                    | -                    |                      |                      |

## Trophées et distinctions

### Ligue américaine de hockey
- Il remporte la Coupe Calder avec les Canadiens de Sherbrooke en 1984-1985.